# ドゥー・ワップス&フーリガンズ
『ドゥー・ワップス&フーリガンズ』（Doo-Wops & Hooligans）は、2010年にリリースされたブルーノ・マーズの1枚目のスタジオ・アルバムである。

## 収録曲
1. グレネイド
2. ジャスト・ザ・ウェイ・ユー・アー
3. アワ・ファースト・タイム
4. ラナウェイ・ベイビー
5. ザ・レイジー・ソング
6. マリー・ユー〜ふたりの未来
7. トーキング・トゥ・ザ・ムーン
8. リカー・ストア・ブルース
9. カウント・オン・ミー
10. ジ・アザー・サイド
11. ジャスト・ザ・ウェイ・ユー・アー（リミックス）（Feat.ルーペ・フィアスコ）
12. サムホエア・イン・ブルックリン
13. トーキング・トゥ・ザ・ムーン（アコースティック・ピアノ・ヴァージョン）
14. ジャスト・ザ・ウェイ・ユー・アー（ウォルマート・サウンド・チェック・ヴァージョン）
15. グレネイド（ウォルマート・サウンド・チェック・ヴァージョン）
16. ジ・アザー・サイド（ウォルマート・サウンド・チェック・ヴァージョン）